# Melodi Grand Prix 2024
El Melodi Grand Prix 2024 fue la 62.ª edición del Melodi Grand Prix (MGP), el concurso musical anual noruego que sirve como preselección del país para el Festival de la Canción de Eurovisión. Fue organizada por la emisora pública noruega NRK y constó de tres semifinales y una final, llevadas a cabo entre el 13 de enero y el 3 de febrero de 2024. Los ganadores del concurso, Gåte con «Ulveham», representarán a Noruega en el Festival de la Canción de Eurovisión 2024 en Malmö, Suecia.

## Formato
La competencia, que consta de tres semifinales en los estudios 1 y 2 de Marienlyst y una gran final en Trondheim Spektrum, fue organizada por NRK entre enero y febrero de 2024 y está presentada por Fredrik Solvang y Marion Ravn. Seis participantes compitieron en cada semifinal, y un televoto decretó tres clasificados para la final. El resultado de la final se determinó mediante una combinación 60/40 de los votos del público y un jurado internacional de expertos, dando más peso al televoto. La competencia fue transmitida por NRK1 y NRK TV.
Se mantiene la opción para los artistas de hacer uso del autotune, introducida en la edición anterior, a pesar de no estar permitida en el Festival de Eurovisión. La Unión Europea de Radiodifusión aclaró que esta norma debe limitarse a los efectos de sonido y en ningún caso debe permitir la «manipulación» de la interpretación vocal de los artistas.

## Participantes
El 9 de junio de 2023, cuatro semanas después del Festival de la Canción de Eurovisión 2023, NRK abrió oficialmente para que los compositores envíen inscripciones para el Melodi Grand Prix 2024 hasta el 31 de agosto de 2023. El concurso estaba abierto a todos los compositores y cada compositor podía presentar hasta tres canciones. Se requería que cada canción tuviera al menos un colaborador noruego, con el fin de «priorizar y promover la escena musical noruega». Además de la presentación abierta, NRK también buscó posibles inscripciones a través de búsquedas específicas y diálogo directo con la industria musical noruega, y a través de campamentos de composición (el primero de los cuales se celebró en abril de 2023 en Røverstaden en Oslo).
Por primera vez, se permitió que las canciones se publicaran a partir del 1 de septiembre de 2023, de acuerdo con las normas vigentes de la UER para el Festival de la Canción de Eurovisión. Anteriormente, todas las entradas enviadas debían mantenerse en secreto hasta que NRK decidiera publicarlas. Según la emisora, el objetivo del cambio de reglas era crear una mejor «oportunidad para más buenas canciones y artistas para MGP».
Las presentaciones se evaluaron primero a través de una serie de sesiones de escucha, seguidas de una fase de audición en vivo en presencia de un jurado el 25 de septiembre de 2023. La lista final de inscripciones seleccionadas, definida a principios de noviembre de 2023, se anunció el 5 de enero de 2024. Entre los participantes se encontraban cuatro exganadores del Melodi Grand Prix: Benedicte Adrian como parte de Mistra (1984, entonces parte de Dollie de Luxe); Margaret Berger (2013); Keiino (2019); y Gaute Ormåsen (2022 como parte de Subwoolfer) detrás del avatar de «Super Rob», quien reveló su verdadera identidad sólo después de la final.
| Artista                                   | Canción                | Idioma          | Compositor(es) |
| ----------------------------------------- | ---------------------- | --------------- | --- |
| Annprincess                               | «Save Me»              | Inglés          | Annprincess Johnson |
| Dag Erik Oksvold y Anne Fagermo           | «Judge Tenderly of Me» | Inglés          | Alexander Pettersen, Anne FagermoDag y Erik Oksvold                                                                                                |
| Eli Kristin                               | «Touch of Venus»       | Inglés          | Eli Kristin Hanssveen y Ronny Graff Janssen |
| Farida                                    | «Heartache»            | Inglés          | Farida Louise Bolseth Benounis, Ilja Eriksson, Kristian Wiik y Olav Tokerud                                                                        |
| Fredrik Halland                           | «Stranded»             | Inglés          | Fredrik Halland, Jenson Vaughan y Ruthy Raba |
| Gåte                                      | «Ulveham»              | Noruego         | Ronny Graff Janssen, Sveinung Ekloo Sundli |
| Gothminister                              | «We Come Alive»        | Inglés          | Bjørn Alexander Brem |
| Ingrid Jasmin                             | «Eya»                  | Noruego         | Ingrid Jasmin Vogt y Jonas Kroon |
| Keiino                                    | «Damdiggida»           | Inglés          | Alexander Nyborg Olsson, Alexandra Rotan, Fred Buljo, Jakob Redtzer y Tom Hugo Hermansen                                                           |
| Margaret Berger                           | «Oblivion»             | Inglés          | Anders Kjær, Margaret Berger, Monika Engeseth, Sivert Hjeltnes Hagtvet                                                                             |
| Mathilde SPZ con Chris Archer y Slam Dunk | «Woman Show»           | Inglés, noruego | Audun Agnar Guldbrandsen, Christopher Colin Archer, Emmy Kristine Guttulsrud Kristiansen, Linda Dale, Mathilde Espeseth y Silje Montsko Blandkjenn |
| Miia                                      | «Green Lights»         | Inglés          | Benjamin Dan Ravn Fahre, Emelie Hollow, Ida Botten, Mia Virik Kristensen y Mugisho                                                                 |
| Mileo                                     | «You're Mine»          | Inglés          | Miles Curtis Sesselmann |
| Mistra                                    | «Waltz of Death»       | Inglés          | Anders Odden, Benedicte Adrian |
| Myra                                      | «Heart on Fire»        | Inglés          | David Atarodiyan, Regina Tucker y Svein Hermansen                                                                                                  |
| Super Rob y Erika Norwich                 | «My AI»                | Inglés          | Erika Norwich, Kristian Liljan, Lars Horn Lavik, Gaute Ormåsen                                                                                     |
| Thomas Jenssen                            | «Take Me to Heaven»    | Inglés          | David Fremberg, Jonas Holteberg Jensen, Ricky Hanley, Thomas Jenssen                                                                               |
| Vidar Villa                               | «Mer»                  | Noruego         | Jonas Thomassen, Martin Thomassen, Mathias Nilsen, Vidar Mohaugen                                                                                  |

## Resumen del concurso

### Semifinal 1
La primera semifinal tuvo lugar el 13 de enero de 2024.
| N.º | Artista                                   | Canción         | Resultado    |
| --- | ----------------------------------------- | --------------- | ------------ |
| 1   | Mathilde SPZ con Chris Archer y Slam Dunk | «Woman Show»    | Eliminados   |
| 2   | Fredrik Halland                           | «Stranded»      | Eliminado    |
| 3   | Myra                                      | «Heart on Fire» | Eliminada    |
| 4   | Gothminister                              | «We Come Alive» | Clasificados |
| 5   | Ingrid Jasmin                             | «Eya»           | Clasificada  |
| 6   | Margaret Berger                           | «Oblivion»      | Clasificada  |

### Semifinal 2
La segunda semifinal tuvo lugar el 20 de enero de 2024.
| N.º | Artista                         | Canción                | Resultado    |
| --- | ------------------------------- | ---------------------- | ------------ |
| 1   | Farida                          | «Heartache»            | Eliminada    |
| 2   | Mileo                           | «You're Mine»          | Eliminado    |
| 3   | Eli Kristin                     | «Touch of Venus»       | Eliminada    |
| 4   | Super Rob y Erika Norwich       | «My AI»                | Clasificados |
| 5   | Dag Erik Oksvold y Anne Fagermo | «Judge Tenderly of Me» | Clasificados |
| 6   | Gåte                            | «Ulveham»              | Clasificados |

### Semifinal 3
La tercera semifinal tuvo lugar el 27 de enero de 2024.
| N.º | Artista        | Canción             | Resultado    |
| --- | -------------- | ------------------- | ------------ |
| 1   | Vidar Villa    | «Mer»               | Eliminado    |
| 2   | Mistra         | «Waltz of Death»    | Eliminados   |
| 3   | Thomas Jenssen | «Take Me to Heaven» | Eliminado    |
| 4   | Annprincess    | «Save Me»           | Clasificada  |
| 5   | Miia           | «Green Lights»      | Clasificada  |
| 6   | Keiino         | «Damdiggida»        | Clasificados |

### Final
La final tuvo lugar el 3 de febrero de 2024 y contó con las actuaciones invitadas de Carola (representante sueca de Eurovisión en 1983, 1991 y 2006), Bobbysocks (ganadores del MGP 1985), Alexander Rybak (ganador del MGP 2009 y 2018) y Tix (ganador del MGP 2021). Los ganadores fueron seleccionados mediante una combinación 60/40 de televoto público y un jurado internacional.
Tras la calificación de la canción, NRK descubrió que la letra de «Ulveham» de Gåte había sido tomada de una balada medieval noruega existente y solicitó que se cambiara para evitar una posible infracción de las regulaciones de Eurovisión que exigen que todas las canciones sean completamente originales. La banda ganó la final.
| N.º | Artista                         | Canción                | Jurado | Televoto | Televoto | Total | Puesto |
| N.º | Artista                         | Canción                | Jurado | Votos    | Puntos   | Total | Puesto |
| --- | ------------------------------- | ---------------------- | ------ | -------- | -------- | ----- | ------ |
| 1   | Keiino                          | «Damdiggida»           | 98     | 64,257   | 146      | 244   | 2      |
| 2   | Annprincess                     | «Save Me»              | 16     | 7,665    | 17       | 33    | 9      |
| 3   | Gothminister                    | «We Come Alive»        | 35     | 35,219   | 80       | 115   | 4      |
| 4   | Ingrid Jasmin                   | «Eya»                  | 22     | 8,860    | 20       | 42    | 8      |
| 5   | Miia                            | «Green Lights»         | 54     | 9,858    | 22       | 76    | 6      |
| 6   | Margaret Berger                 | «Oblivion»             | 26     | 8,366    | 19       | 45    | 7      |
| 7   | Dag Erik Oksvold y Anne Fagermo | «Judge Tenderly of Me» | 58     | 20,902   | 47       | 105   | 5      |
| 8   | Gåte                            | «Ulveham»              | 76     | 76,672   | 174      | 250   | 1      |
| 9   | Super Rob y Erika Norwich       | «My AI»                | 45     | 53,048   | 120      | 165   | 3      |

| N.º | Canción                | Bandera del Reino Unido | Bandera de Finlandia | Bandera de Suiza | Bandera de Estonia | Bandera de Azerbaiyán | Bandera de Dinamarca | Bandera de los Países Bajos | Bandera de Islandia | Bandera de República Checa | Bandera de Suecia |
| --- | ---------------------- | ----------------------- | -------------------- | ---------------- | ------------------ | --------------------- | -------------------- | --------------------------- | ------------------- | -------------------------- | ----------------- |
| 1   | «Damdiggida»           | 6                       | 8                    | 12               | 12                 | 12                    | 10                   | 12                          | 12                  | 6                          | 8                 |
| 2   | «Save Me»              | 2                       | 2                    |                  | 1                  | 2                     | 2                    | 6                           |                     | 1                          |                   |
| 3   | «We Come Alive»        |                         | 6                    | 6                | 6                  |                       | 1                    |                             |                     | 4                          | 12                |
| 4   | «Eya»                  |                         |                      |                  |                    | 6                     | 6                    | 2                           | 6                   |                            | 2                 |
| 5   | «Green Lights»         | 8                       | 12                   | 4                |                    |                       | 4                    | 10                          | 4                   | 8                          | 4                 |
| 6   | «Oblivion»             | 1                       | 1                    | 1                | 2                  | 1                     | 8                    | 8                           | 2                   | 2                          |                   |
| 7   | «Judge Tenderly of Me» | 12                      |                      | 2                | 8                  | 4                     | 12                   | 1                           | 8                   | 10                         | 1                 |
| 8   | «Ulveham»              | 4                       | 10                   | 10               | 10                 | 10                    |                      |                             | 10                  | 12                         | 10                |
| 9   | «My AI»                | 10                      | 4                    | 8                | 4                  | 8                     |                      | 4                           | 1                   |                            | 6                 |

| País            | Miembros del jurado |
| --------------- | --- |
| Azerbaiyán      | - Aysel Teymurzadeh - Nadir Rustamli - Leyla Guliyeva - Isa Melikov (portavoz) - Eldar Rasulov                                  |
| Dinamarca       | - Tilde Vinther - Molly Plank (portavoz) - Anders Ugilt Andersen - Bryan Rice - Christian Ellegaard                             |
| Estonia         | - Alika Milova - Karl-Ander Reismann - Vallo Kikas - Riin Vann (portavoz) - Ott Lepland                                         |
| Finlandia       | - Petri Alanko - Minette Ristikari - Neea River - Iiro Myllymäki - Alina Rautava (portavoz)                                     |
| Islandia        | - Diljá Pétursdóttir - Júlí Heiðar Halldórsson - Þórunn Lárusdóttir - Felix Bergsson (portavoz) - Sigríður Eyrún Friðriksdóttir |
| Países Bajos    | - Maxime Klein Nagelvoort (portavoz) - Koen van Herp - Chris Hartgers - Frank van 't Hof - Suzanne Straatsburg                  |
| Reino Unido     | - Andrew Cartmell (portavoz) - Mark Angels - Kevin Hughes - Leila Al-Mitwally - Rosie Smedley                                   |
| República Checa | - Martina Lesner - Eliška Svejkovská - Kryštof Kodl - Kryštof Dobrovský - Karolina Lukaskova                                    |
| Suecia          | - Natalie Carrion (portavoz) - Robert Sehlberg - Helene Wigren - Natasha Azarmi - Mathias Bridfelt                              |
| Suiza           | - Pelé Loriano - Remo Forrer (portavoz) - Dominique Magnusson - Zoë Anina Kressler - Yves Schifferle                            |

## Audiencia
| Espectáculo | Fecha de emisión     | Audiencia (millones) | Cuota de pantalla (%) | Refs.         |
| ----------- | -------------------- | -------------------- | --------------------- | ------------- |
| Semifinal 1 | 13 de enero de 2024  | 0.532                | 45.4%                 | [ 26 ] [ 27 ] |
| Semifinal 2 | 20 de enero de 2024  | 0.550                | 55.5%                 | [ 28 ] [ 29 ] |
| Semifinal 3 | 27 de enero de 2024  | 0.497                | 49.9%                 | [ 30 ] [ 31 ] |
| Final       | 3 de febrero de 2024 | 0.843                | —                     | [ 32 ]        |